# Псевдобоа Шнейдера
Псевдобоа Шнейдера (лат. Pseudoboa coronata) — вид змей из семейства ужеобразных. Назван в честь немецкого зоолога Иоганна Шнайдера (1750—1822).

## Описание
Общая длина достигает 60 см. Голова узкая, умеренного размера. Туловище длинное, стройное. Главным признаком этого вида является наличие на задней части туловища или на первой трети хвоста значительно увеличенных чешуек средних строк. Окраска молодых особей бледно-красная, на задней части головы резко выступает почти яйцевидное, тёмно-бурое пятно, так называемая «корона». Также имеется тёмно-бурое поперечное кольцо на шее и дальше назад ещё несколько мелких, неправильно расположенных точек того же цвета. С возрастом цвет темнеет, особенно на спине, пятна исчезают. Брюхо белого окраса.

## Образ жизни
Любит тропические леса, мягкие грунты. Значительное время проводит на земле. Активен в сумерках. Питается ящерицами, грызунами.

## Размножение
Это яйцекладущая змея.

## Распространение
Обитает в Гайане, Суринаме, Гвиане, северо-восточной Бразилии, Колумбии, Венесуэле, Эквадоре, Перу, Боливии.